# کله‌خراب ۲
کله‌خراب ۲ یا کله‌خر ۲ (انگلیسی: Bad Ass 2) یک فیلم اکشن آمریکایی محصول سال ۲۰۱۴ با بازی دنی ترخو و دنی گلاور به نویسندگی و کارگردانی کریگ ماس است. این فیلم دنباله‌ای بر فیلم کله‌خراب است که در بهار ۲۰۱۴ به صورت ویدئویی منتشر شد. قسمت سوم در سال ۲۰۱۵ منتشر شد.